# Doctor of Business Administration
O Doctor of Business Administration (DBA) ou (DrBA)  é um doutorado em pesquisa acadêmico , mas pode ser um doutorado profissional , dependendo da universidade que o concede, concedido com base em estudos avançados, exames, trabalho de projeto e pesquisa em administração de negócios  .  . O DBA é um grau terminal em administração de empresas são especializados em áreas como ciência da administração, gerenciamento de tecnologia da informação, comportamento organizacional, economia de negócios/empresa, finanças e afins. DBA é considerado pelo Departamento de Educação dos Estados Unidos e pela National Science Foundation equivalente a um PhD . Muitas das principais escolas de negócios do mundo oferecem o grau de DrBA. 